# Salt (filme)
Salt (bra/prt) é um filme estadunidense de 2010, dos gêneros ação, suspense de espionagem, dirigido por Phillip Noyce, escrito por Kurt Wimmer e estrelado por Angelina Jolie, Liev Schreiber, Daniel Olbrychski, August Diehl e Chiwetel Ejiofor. Jolie interpreta a personagem titular Evelyn Salt, que é uma agente americana acusada de ser uma espiã russa adormecida e que sai em fuga para tentar limpar seu nome.
Originalmente escrito com um protagonista masculino, com Tom Cruise inicialmente garantido como titular, o roteiro foi reescrito por Brian Helgeland para Angelina Jolie. As filmagens ocorreram em Washington, D.C., na cidade de Nova York, e em Albany, no estado de Nova York, entre março e junho de 2009, com refilmagens em janeiro de 2010. As cenas de ação foram realizadas principalmente com acrobacias práticas, com as imagens geradas por computador sendo usadas principalmente para criar ambientes digitais. O filme foi indicado ao Óscar por Melhor Mixagem de Som em 2011.
O filme teve um painel na San Diego Comic-Con em 22 de julho e foi lançado na América do Norte no dia seguinte, em 23 de julho de 2010 e no Reino Unido em 18 de agosto de 2010. Salt arrecadou US$294 milhões nas bilheterias mundiais e recebeu geralmente críticas positivas, com elogios às cenas de ação e ao desempenho de Angelina Jolie, mas atraindo críticas sobre o roteiro, com os críticos achando a trama implausível e complicada. Os formatos em DVD e Blu-ray foram lançados em 21 de dezembro de 2010, apresentando dois cortes alternativos, proporcionando finais diferentes para o filme. Uma sequência intitulada Salt 2 foi planejada mas nunca produzida.

## Sinopse
Evelyn Salt, que prestou juramento ao seu país, é sem dúvida uma das melhores agentes que a CIA já teve nas suas fileiras. No entanto, quando um desertor a acusa de ser espiã a serviço da Rússia, ela deve fugir. Salt usará sua notável experiência para escapar daqueles que a estão rastreando, inclusive daqueles no seu próprio lado. Ao tentar desvendar o segredo daqueles que a visam, Salt irá cobrir todos os seus rastos. Mas os seus esforços para provar a sua inocência apenas levantam dúvidas, ela é realmente o que afirma? À medida que a busca para descobrir a sua verdadeira identidade continua, a questão permanece: “Quem é Salt?”

## Elenco
- Angelina Jolie como Evelyn Salt / Natasha Chenkov
- Liev Schreiber como Theodore "Ted" Winter/Nikolai Tarkovsky
- Chiwetel Ejiofor como "Darryl" Peabody
- Daniel Olbrychski como Oleg Vasilyevich Orlov
- August Diehl como Michael Krause, marido de Salt
- Daniel Pearce como Orlov jovem
- Hunt Block como Presidente dos EUA Howard Lewis
- Andre Braugher como Secretário de Defesa
- Olek Krupa como Presidente da Rússia Boris Matveyev
- Cassidy Hinkle como Natasha Chenkov jovem
- Corey Stoll como Shnaider
- Vladislav Koulikov como pai de Chenkov
- Olya Zueva como mãe de Chenkov
- Kevin O'Donnell como Jovem agente da CIA
- Gaius Charles como Agente da CIA
- Jeb Brown como Técnico no bunker
- Victor Slezak como General
- Tika Sumpter como Recepcionista

## Dublagem brasileira
A dublagem em português-brasileiro foi realizada pelo estúdio de dublagem Delart.

## Produção

### Desenvolvimento e escrita
O desenvolvimento inicial do roteiro começou enquanto Kurt Wimmer fazia entrevistas promovendo o filme Equilibrium. Em uma entrevista em novembro de 2002, ele discutiu em quais roteiros estava trabalhando. Ele afirmou que tinha "vários roteiros—o principal deles é The Far-Reaching Philosophy of Edwin A. Salt—tipo de thriller de espionagem de alta ação..." Em outra entrevista, Wimmer descreveu o projeto como "muito sobre mim e minha esposa". A trama incorporou muitos elementos de Equilibrium, com um sistema político opressivo e paranóico de lavagem cerebral que é derrubado por um de seus membros de alto escalão, que se rebela devido a uma transformação emocional. Com o título abreviado Edwin A. Salt, o roteiro foi vendido para a Columbia Pictures em janeiro de 2007. Em julho de 2007, o roteiro havia atraído a atenção de Tom Cruise.
Terry George foi o primeiro diretor a ingressar no projeto, e ele também fez algumas revisões no roteiro, mas logo deixou o projeto. Peter Berg foi o próximo diretor a considerar o filme, mas ele também desistiu por razões não reveladas. Um ano depois, foi confirmado que Phillip Noyce iria dirigir. Noyce foi atraído por Salt por seus temas de espionagem, presentes na maior parte de sua filmografia, bem como a tensão de um personagem que tenta provar sua inocência, mas que também faz aquilo de que foi anteriormente acusado.

### Elenco

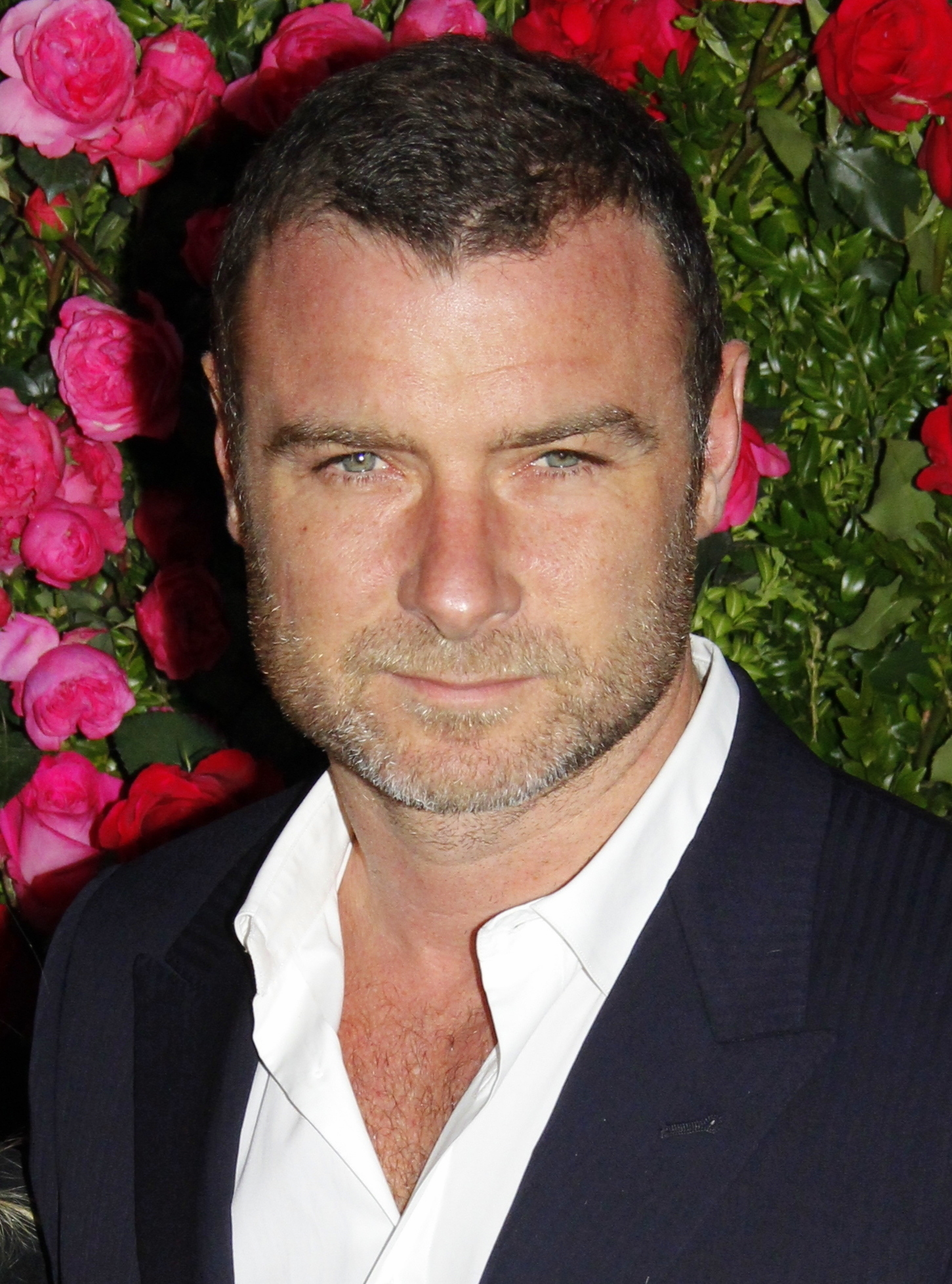
Liev Schreiber foi escolhido por sua "emocionalidade oculta" e por seu desempenho em Defiance.

As discussões iniciais ocorreram em 2008 entre Tom Cruise e Phillip Noyce sobre Cruise interpretando Edwin A. Salt. Essas discussões duraram mais de um ano entre o par e seus representantes. Finalmente, decidiu-se que Cruise não era capaz de se comprometer com o roteiro, porque ele temia que o personagem estivesse muito próximo do seu personagem na série Mission: Impossible, o agente Ethan Hunt. Em vez disso, Cruise decidiu trabalhar em Knight and Day. Os cineastas tentaram diferenciar o personagem de Hunt, mas acabaram aceitando que eles eram muito parecidos e decidiram não mudar as características de Salt. Noyce disse: "Mas, você sabe, ele tinha um ponto válido. Era meio que retornar a uma ramificação de um personagem que ele já havia interpretado. É como interpretar o irmão, ou o primo, de alguém que você interpretou em outro filme".
A executiva da Columbia Pictures, Amy Pascal, sugeriu Angelina Jolie a Noyce, que havia falado com Jolie no passado sobre o desejo de criar uma franquia de espionagem. Pascal até convidou Jolie para um papel de Bond girl, mas a atriz respondeu de brincadeira que estava mais interessada em interpretar o próprio James Bond. Jolie recebeu o roteiro de Salt em setembro de 2008 e gostou. Wimmer, Noyce e o produtor Lorenzo di Bonaventura foram visitar Jolie em sua casa na França para discutir uma possível mudança de roteiro e personagem. O escritor Brian Helgeland ajudou no desenvolvimento da personagem e no diálogo do roteiro com base nas notas que saíram dessas discussões com Jolie e, para acompanhar a mudança de gênero, o nome do personagem-título foi alterado para Evelyn Salt.
Um dos pedidos de Jolie foi refazer o terceiro ato, que originalmente fez Salt resgatar sua esposa e filho de uma coalizão de vilões porque ela não acreditava que uma mãe negligenciasse seu filho nesse tipo de situação. Wimmer decidiu então tornar Salt mais crucial para os planos dos vilões, e adicionar uma sequência em que Salt entra em "um lugar mais difícil que Fort Knox" - depois de considerar Camp David, Wimmer se estabeleceu na Casa Branca.  Quando questionado se o roteiro escrito para Cruise era o mesmo para Jolie, ele disse: "Acho que tem sido apenas um processo contínuo, obviamente acelerado pela mudança do personagem central, mas as ideias, a locomotiva de ideias que impulsionam o filme, são as mesmas: um agente disfarçado da CIA é acusado de ser um agente infiltrado russo e precisa fugir para se defender. Tem sido assim desde o primeiro dia. O tom do filme mudou nesta evolução. Da mesma forma, eu acho, como – você sabe – os thrillers de ação mudaram nos moldes dos filmes de Bond e dos filmes de Bourne”.
Em 19 de fevereiro de 2009, Liev Schreiber teria desempenhado o papel de Ted Winter, amigo e colega de Evelyn Salt na CIA. Três dias depois, Chiwetel Ejiofor foi nomeado oficial da CIA Peabody, que está em busca de Salt. Noyce disse que Ejiofor, a quem viu pela primeira vez em Dirty Pretty Things, parecia ter "a inteligência e o tipo de obsessão desarmante" que um oficial de contra-espionagem precisaria. August Diehl, que interpretou o marido de Salt, Mike Krause, veio após uma recomendação do cônjuge de Jolie, Brad Pitt, que havia trabalhado com Diehl em Inglourious Basterds, e Daniel Olbrychski foi escolhido para Orlov porque Andrei Konchalovsky disse a Noyce que um personagem russo tão maligno só poderia ser interpretado por um ator polonês.

### Filmagem
Com um orçamento de US$110 milhões, a filmagem principal ocorreu principalmente na cidade de Nova York e Washington, D.C. de março a junho de 2009. O filme custou cerca de US$ 130 milhões para ser produzido e, segundo a Sony, o custo final após os créditos fiscais foi inferior a US$ 110 milhões. Noyce decidiu evitar o "post típico" cartões-postais de Washington DC 'para refletir' o ambiente mais cotidiano de enormes edifícios federais habitados pelo burocrata típico". No início das filmagens, o diretor afirmou “É ótimo trabalhar com Angelina mais uma vez. Ela é a única que poderia dar vida a essa personagem.”
A sequência de abertura na Coréia do Norte foi filmada no campo Floyd Bennett, com um extra que tinha experiência com troca de prisioneiros atuando como consultor. O encontro de Salt com Orlov foi filmado no Frying Pan, um antigo navio-farol, agora atracado no rio Hudson, na 26th Street, em Nova York. O exterior da instalação de treinamento da KA era o mosteiro de Makaryev, na Rússia; enquanto o interior era a Catedral Ortodoxa Russa da Proteção da Virgem Santa no East Village de Nova York. As filmagens para uma sequência de perseguição ocorreram em Albany, na Water Street, perto da rampa da Interestadual 787 entre abril e maio. A produção do estúdio ocorreu nos estúdios Grumman, em Bethpage, Long Island, em Nova York. Enquanto o filme estava em pós-produção, Lorenzo di Bonaventura ficou insatisfeito com algumas cenas. Steven Zaillian foi levado para reescritas de roteiro não-creditadas, e refilmagens, principalmente de cenas de ação, foram realizadas em Nova York em janeiro de 2010. As filmagens também ocorreram no bairro de Manhattan, Washington Heights, na 157th St e Riverside Dr. Algumas cenas também foram filmadas fora de Manhattan, incluindo o Bronx, Queens, Staten Island e no Condado de Westchester.
Depois que Jolie acabara de dar à luz gêmeos, ela passou algum tempo treinando antes das filmagens para entrar em forma para realizar quase todas as acrobacias das cenas de ação sozinha. Bonaventura disse: "Ela está tão preparada, pronta e entusiasmada, que fará qualquer coisa. Tivemos ela pulando de helicópteros, atirando, pulando de todo tipo de coisa e se infiltrando em lugares impossíveis de se infiltrar". O estilo de luta de Salt foi descrito como uma mistura de Muay Thai, Shaolin Kung-Fu e Jeet Kune Do, que foi considerado pela equipe de dublês o mais adequado para o físico de Jolie, e Krav Magá, por sua crueldade e agressividade. Noyce queria filmar a cena em que Salt fica pendurado na borda do prédio em um estúdio com chroma key, mas Jolie insistiu em fazer ela mesma no local real. Em 29 de maio de 2009, as filmagens foram temporariamente interrompidas depois que Jolie sofreu um pequeno ferimento na cabeça ao filmar uma cena de ação. Ela foi levada para um hospital como medida de precaução e liberada no mesmo dia sem ferimentos graves, permitindo a retomada das filmagens. A fuga de Salt depois de ser capturada em São Bartolomeu envolveu originalmente ela pular de um prédio em uma máquina de limpeza de janelas, mas as restrições orçamentárias fizeram com que a cena fosse transformado em perseguição de carro.
As imagens geradas por computador (CGI) foram usadas extensivamente ao longo do filme para criar ambientes e elementos, como buracos de bala e chamas. Objetos mais perigosos, como um taser ou as algemas usadas para estrangular Winter, também foram feitos de CGI. Cinco empresas foram responsáveis pelos efeitos visuais. Os dois mais envolvidos foram CIS Vancouver e Framestore. O CIS Vancouver recriou a Casa Branca, já que a equipe não tinha permissão para filmar no prédio, e criou um poço de elevador digital para a cena em que Salt desce para o bunker da Casa Branca. Framestore foi responsável pela tentativa de assassinato do presidente russo, que combinou fotos reais da Igreja de São Bartolomeu, uma recriação digital do interior da igreja, e cenas com o ator Olek Krupa caindo no chão entrando em colapso.
Oficiais femininas da CIA foram consultadas sobre a criação de disfarces, levando à cena em que Salt passa por mudanças sutis para se disfarçar de tcheca. A loira "doce e carinhosa" Salt tingindo seu cabelo de preto representaria a mudança para Chenkov, a ameaçadora agente russa. Para a cena em que Salt se disfarça de Major, as fotos de Angelina Jolie foram tratadas no Adobe Photoshop para criar uma versão masculina crível, com a imagem resultante sendo usada pela equipe de maquiagem como inspiração para as próteses.

### Versões
O diretor Phillip Noyce disse que, devido ao uso extensivo de flashbacks, "sempre haveria uma montanha de material alternativo que não caberia na versão teatral". O filme acabou tendo duas versões extras, o corte do diretor e o corte estendido – que Noyce se refere em seus comentários em áudio como corte original do filme – ambos incluídos nas edições de luxo em DVD e Disco Blu-ray.
O corte do diretor foi descrito por Noyce como "minha opinião pessoal sobre o material, livre de políticas e restrições de produtores, classificações de estúdio ou censura". Quatro minutos de filme são adicionados, levando a um tempo de execução de 104 minutos. Mais flashbacks são adicionados e a violência é aumentada – por exemplo, Mike sendo afogado em vez de morto a tiros. O final também é diferente: na cena do bunker, Winter mata o presidente em vez de apenas deixá-lo inconsciente, e uma reportagem da mídia durante a cena final relata que o novo presidente dos EUA ficou órfão em um visita da família à Rússia, o que implica que ele também é um agente adormecido. Noyce descreveu esse final como "um final, mas apenas um começo - e é um final que vira toda a história de cabeça para baixo".
O corte estendido aumenta o tempo de execução em apenas um minuto, mas reescreve o enredo removendo, reorganizando e adicionando cenas. No final, Salt foge da custódia da CIA e vai para a Rússia, onde ela mata Orlov – sua cena de morte na barcaça não aparece neste corte, junto com a instalação onde novos espiões infantis estão sendo treinados sendo explodidos no corte final.

## Trilha sonora
Salt: Original Motion Picture Soundtrack  foi lançada em 20 de julho de 2010 no iTunes e em 11 de agosto de 2010 como CD-R sob demanda da Amazon.com. A música foi composta por James Newton Howard e lançada pela Madison Gate Records. A música Orlov's Story (História de Orlov, em tradução livre) inclui uma canção de ninar russa que o editor de música Joe E. Rand encontrou na Amoeba Music e que serviu de inspiração para o coral ouvido em outras faixas—mas os cantos no restante da trilha são apenas sílabas aleatórias, pois Rand e Howard pensaram que palavras russas reais seriam um estrago na lealdade de Salt.

### Lista de músicas
Todas as faixas escritas e compostas por James Newton Howard. 
| N.º            | Título                           | Duração |  |
| 1.             | "Prisoner Exchange"              | 4:09    |  |
| 2.             | "Escaping the CIA"               | 5:20    |  |
| 3.             | "Cornered"                       | 1:09    |  |
| 4.             | "Orlov's Story"                  | 4:43    |  |
| 5.             | "Chase Across DC"                | 6:51    |  |
| 6.             | "Hotel Room Preparations/Parade" | 3:59    |  |
| 7.             | "Attack On St. Bart's Cathedral" | 3:10    |  |
| 8.             | "A Dark Goddamn Hole"            | 1:47    |  |
| 9.             | "Taser Puppet"                   | 1:34    |  |
| 10.            | "You Are My Greatest Creation"   | 4:13    |  |
| 11.            | "Destiny"                        | 2:22    |  |
| 12.            | "Barge Apocalypse"               | 2:26    |  |
| 13.            | "Day X"                          | 1:37    |  |
| 14.            | "I'm Going Home"                 | 2:16    |  |
| 15.            | "Eight Floors Down"              | 2:51    |  |
| 16.            | "Arming the Football"            | 2:11    |  |
| 17.            | "Not Safe with Me"               | 2:27    |  |
| 18.            | "You're About to Become Famous"  | 1:38    |  |
| 19.            | "Mano a Mano"                    | 1:51    |  |
| 20.            | "Garroted"                       | 3:32    |  |
| 21.            | "Go Get Em"                      | 3:10    |  |
| Duração total: | Duração total:                   | 59:10   |  |

## Lançamento

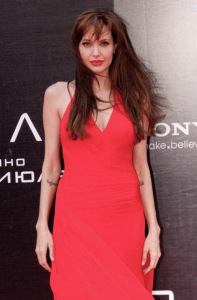
Jolie na pré-estréia do filme em Moscou em 25 de julho de 2010.

A campanha de marketing do filme incluiu um painel na San Diego Comic-Con em 22 de julho de 2010, e um jogo de propaganda episódico intitulado Day X Exists, onde os jogadores assistiam ao webisódio e realizavam missões para desvendar a trama terrorista. Foi lançado na América do Norte em 23 de julho de 2010 e lançado em 18 de agosto no Reino Unido, apesar de anúncios em pôsteres sugerindo que seria lançado em 20 de agosto. A edição de luxo do disco Blu-ray e DVD sem classificação foi lançada em 21 de dezembro de 2010, pela Sony Pictures Home Entertainment. Ele inclui três versões do filme: o filme original do cinema e dois cortes estendidos adicionais sem classificação, não vistos em cinemas e com dois finais alternativos. Também foi lançado um DVD de edição do cinema. Nos gráficos de vídeos caseiros, Salt estreou primeiro nos aluguéis e em terceiro nas vendas.

## Recepção

### Bilheteria
Salt arrecadou US$ 118,3 milhões nos Estados Unidos e Canadá, e US$ 175,2 milhões em outros países, totalizando US$ 293,5 milhões em todo o mundo. A Sony previu um fim de semana de estréia na faixa de US$30 milhões, enquanto os comentaristas pensaram que chegaria perto de US$40 milhões e venceria Inception pelo primeiro lugar nas bilheterias. Salt estreou em 3.612 cinemas, com um faturamento bruto no primeiro dia de US$ 12,5 milhões e um total de US$ 36,0 milhões no fim de semana de estreia, terminando atrás de Inception, que arrecadou US$ 42,7 milhões em seu segundo final de semana. Salt também arrecadou US$ 15 milhões em 19 mercados internacionais. Em seu segundo final de semana, sofreu diminuição das vendas de ingressos em 45,9%, faturando US$ 19,5 milhões e ficou em terceiro lugar, atrás de Inception e Dinner for Schmucks, mas ao abrir em 29 países no mesmo fim de semana, arrecadou US$25,4 milhões internacionalmente.

### Crítica
Salt recebeu críticas geralmente positivas dos avaliadores. O site de agregação de críticas Rotten Tomatoes atribui ao filme uma pontuação de 62% com base em 252 críticas, com uma classificação média de 6/10. O consenso crítico do site diz:
"Angelina Jolie dá tudo de si no papel-título, e seu desempenho experiente é quase suficiente para salvar Salt de seu enredo previsível e ridículo."
O Metacritic atribuiu ao filme uma pontuação média ponderada de 65 em 100 com base em 42 críticos, indicando "críticas geralmente favoráveis". O público pesquisado pelo CinemaScore deu ao filme uma nota média de "B+" em uma escala de A+ a F. Muitos revisores destacaram a coincidência de Salt ser lançado logo após a revelação de verdadeiros agentes russos adormecidos no Programa Ilegais, com alguns comparando Evelyn Salt a um dos agentes, Anna Chapman.

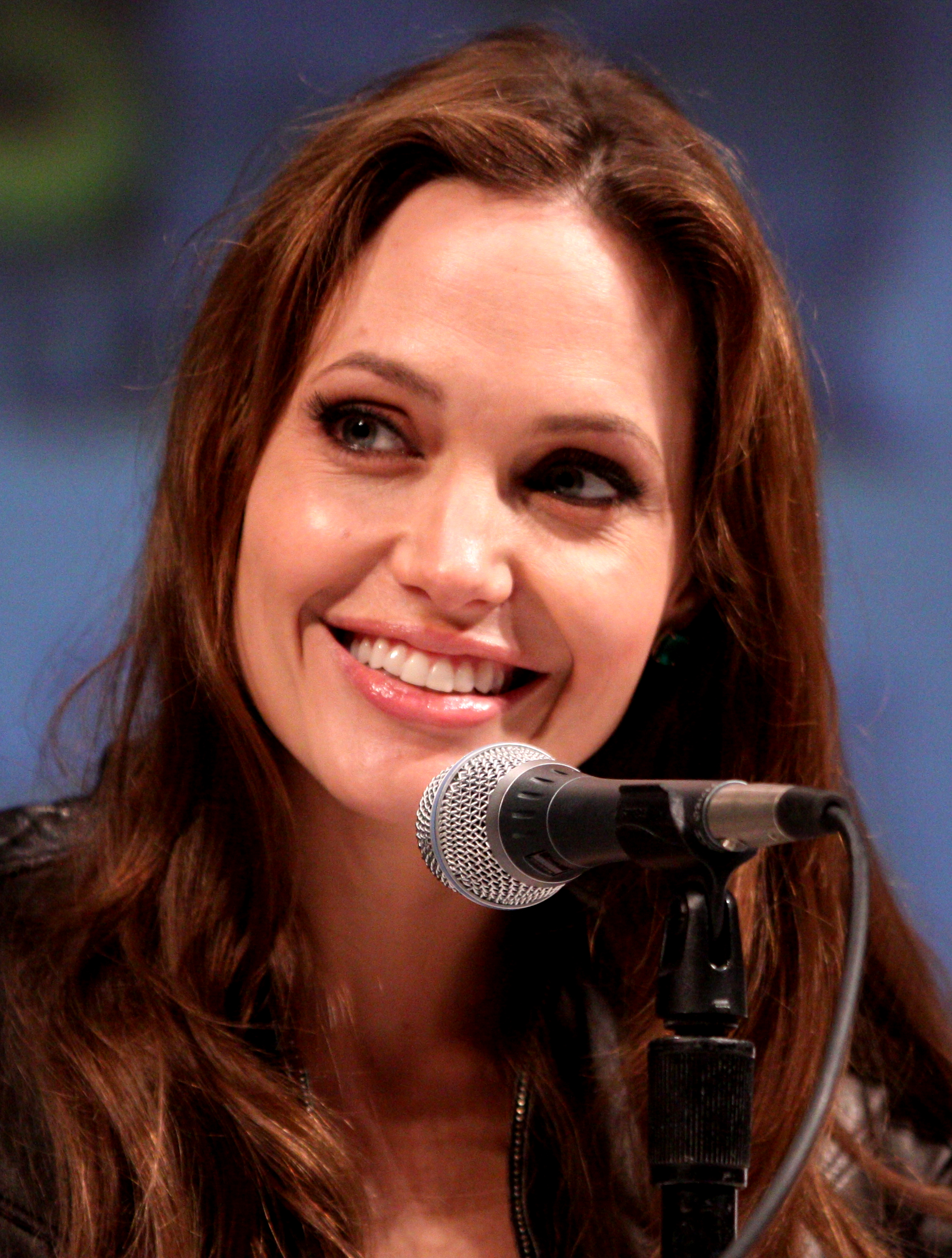
Angelina Jolie na Comic-Con de San Diego em 2010 no painel Salt. O desempenho da atriz foi considerado um dos pontos fortes do filme.

Kirk Honeycutt, do The Hollywood Reporter, disse que, "Embora absurdo a cada passo, Salt é um filme de Bond melhor do que a maioria dos filmes recentes de Bond, já que seus criadores mantêm as acrobacias reais e limitam severamente os truques de CGI". Justin Chang, da Variety, disse que Angelina Jolie estava "em seu elemento, submetendo-se corajosamente ao caos e atingindo notas emocionais cruciais com eufemismo eficaz", e chamou o filme de um "thriller rápido, montado profissionalmente, mas finalmente indutor de encolher de ombros". O crítico do Chicago Sun-Times, Roger Ebert, deu ao filme quatro estrelas (o máximo), dizendo "Salt é um ótimo thriller. ... É gloriosamente absurdo. Este filme tem buracos grandes o suficiente para conduzir pelo filme inteiro. As leis da física parecem suspensas aqui da mesma maneira que em um desenho animado do Papa-Léguas".
O revisor da revista Time, Richard Corliss, elogiou as cenas de ação e a persistência de Noyce em manter um tom sério – "ele ignora os elementos absurdos da história e deixa o público decidir se ri, estremece ou ambos". William Thomas, do Empire, elogiou o desempenho de Jolie, observando que "quando se trata de vender palhaçadas incríveis, loucas e que desafiam a morte, Jolie tem poucos pares no ramo de ação" e Karina Longworth, do The Village Voice, considerou que a estrela original - Tom Cruise - nunca expressaria a ambigüidade do protagonista tão bem quanto Jolie.
Entre as respostas negativas, David Denby, do The New Yorker, disse que Salt "é um thriller de ação tão impessoal quanto vimos em anos", achando o elenco de apoio pouco explorado - "o enredo complicado os prende em respostas puramente funcionais". Claudia Puig, do USA Today, considerou o filme um "thriller de manual", com a atuação de Jolie como o único recurso distinto. Lawrence Toppman, do The Charlotte Observer, descreveu o filme como absurdo, exagerado e incoerente, e disse que os esquemas vilões "teriam sido cancelados há 20 anos, no máximo, quando a União Soviética se dissolvesse". Steven Rea, do The Philadelphia Inquirer, descreveu Salt como "louvavelmente rápido e progressivamente fútil", dizendo que o roteiro era uma "mistura desleixada de elementos da história dos clássicos da espionagem dos anos 70" que acabou não funcionando direito com suas "configurações absurdas e reviravoltas totalmente ilógicas". James Berardinelli da Reelviews considerou que, embora o filme fosse rápido e as cenas de ação filmadas com competência, o enredo era previsível e "os aspectos de espionagem, que são, de longe, os elementos mais intrigantes do filme, são deixados de lado em favor de acrobacias espetaculares e longas perseguições".

## Prêmios e Indicações
Salt recebeu uma indicação ao Oscar, de Melhor Mixagem de Som (Jeffrey J. Haboush, Greg P. Russell, Scott Millan e William Sarokin), a qual perdeu para Inception. O filme ganhou o prêmio de Melhor Filme de Ação/Aventura no Prêmio Saturno, com Angelina Jolie sendo indicada para Melhor Atriz e a Edição Deluxe Sem Classificação sendo indicada como Melhor Edição Especial em DVD. No Taurus World Stunt Awards, o salto da dublê Janene Carleton em um caminhão em movimento ganhou o prêmio de Melhor Dublê Geral por uma Mulher-Dublê, e o filme foi indicado para Melhor Coordenador de Dublê e/ou Diretor da 2ª Unidade. Também foi indicado ao Prêmios Satellite de Cinematografia e Música Original, ao Golden Reel Award por Efeitos Sonoros e Foley, ao Prémio People's Choice de Filme de Ação Favorito, e a dois Prémios Teen Choice. O filme foi indicado ao Prêmio Visual Effects Society por Excelentes Efeitos Visuais de Apoio em um Longa-metragem, mas perdeu para Hereafter.

## Sequência possível
O diretor Phillip Noyce estava otimista sobre uma sequência, dizendo: "Espero que dentro de alguns anos tenhamos outra. Angelina é ótima neste papel. Quando o público vir o filme, sentirá que é apenas o começo." O produtor Lorenzo di Bonaventura também manifestou interesse: "Angie, eu sei, amava esse personagem e adoraria explorar um pouco mais o personagem antes de mais nada."
Noyce disse mais tarde que tinha outros projetos e não participaria. "Esses três cortes de discos Blu-ray representam praticamente tudo o que tenho a oferecer sobre Evelyn Salt. Se alguma vez houver uma sequência, é melhor que seja dirigida por alguém com uma visão completamente nova do que acredito que poderia ser uma série totalmente divertida e complexa de histórias."
Em 6 de junho de 2011, Kurt Wimmer foi anunciado como roteirista, mas Jolie equivocou "se tudo der certo". Em 10 de dezembro de 2012, a Sony Pictures anunciou a contratação da roteirista Becky Johnston (conhecida por O Príncipe das Marés, Seven Years in Tibet e Arthur Newman), pois a estrela Angelina Jolie não gostou da direção do roteiro, além dos produtores Lorenzo di Bonaventura e Sunil Perkash.